# SAK Lörrach
Der Soziale Arbeitskreis Lörrach (SAK) ist ein eingetragener als gemeinnützig anerkannter Verein, dessen Gründung im Jahr 1969 erfolgte. Seit 2004 befindet sich der SAK im Alten Wasserwerk Lörrach.
Der SAK Lörrach e.V. betreibt mit der SAK Land & Bau gGmbH und der SAK Altes Wasserwerk gGmbH schulische, kulturelle, soziale und ökologische Projekte. Für die Auszeichnung Lörrachs als Soziale Stadt 2010 war die Sozialarbeit des SAK mitentscheidend. Bei den regelmäßigen internationalen Jugendcamps mit Teilnehmern aus Lörrachs Partnerstädten übernimmt der SAK die Organisation. In einer europäischen Ausbildungsinitiative für südeuropäische Ausbildungswillige arbeitet der SAK mit Ausbildungsbetrieben in Südbaden zusammen. Der SAK Lörrach gilt bei Bürgermeistern und Landräten im Dreiländereck als beispielgebendes Erfolgsmodell in der Jugendbetreuung. Wolf-Dietrich Hammann, Ministerialdirektor im Integrationsministerium der Landesregierung Baden-Württembergs bezeichnete bei seinem Besuch im Dezember 2013 den SAK Lörrach als beispielsgebenden Ort der Jugendbildung, der Bundestagsabgeordnete Armin Schuster den  Lörracher Weg des SAK als Modell der Inklusion.

## Entstehung
Als im Jahr 1968 der Theologieprofessor Dieter Walther an der damaligen Pädagogischen Hochschule Lörrach den Sozialen Arbeitskreis (SAK) ins Leben rief, sah er diesen als Brücke zwischen Establishment und aufrührerischer Jugend. Die Gründung erfolgte auf Initiative von fünf Personen, die sich zunächst ehrenamtlich eingebracht haben. Langjährige Unterstützung erhielt der SAK durch den Rotary Club Lörrach, der mehr als 35 Jahre die sozialen Projekte des SAK finanziell unterstützte. Aus der Initiative sozial engagierter Studenten ist in 45 Jahren eine Einrichtung mit vielfältigen internationalen Angeboten im kulturellen, sozialen und ökologischen Bereich entstanden.
Heute verfügt der SAK über die Standorte Lörrach, Rheinfelden (Baden) und Mülhausen im Elsass, weitere Standorte sind in der Diskussion.
Auftraggeber sind neben der Stadt Lörrach, dem Landkreis Lörrach und der evangelischen Landeskirche Baden auch Unternehmen, Schulen, Vereine im Dreiländereck Deutschland, Frankreich und der Schweiz. Die drei Leitwörter des Wirkens heißen Arbeit, Bildung und Persönlichkeitsentwicklung.
Über mehr als drei Jahrzehnte prägten die Diakone Herbert Sitterle und Jürgen Wiesenhütter als Geschäftsführer die Arbeit des SAK. Unter ihrer Führung entstanden die gemeinnützigen GmbHs Arbeit und Altes Wasserwerk. In Zusammenarbeit mit Gewerbeschulen und dem GAL Jobcenter Lörrach wurden sehr erfolgreich schwer vermittelbare Jugendliche der handwerklichen Ausbildung zugeführt, die nach Ausbildungsabschluss überwiegend von den beteiligten Betrieben fest übernommen wurden. Im Laufe der Jahre kamen internationale Aufgaben für die Integration und den internationalen Jugendaustausch dazu. Für die beispielhafte Jugendarbeit wurden beide Herren 2007 mit dem Bundesverdienstkreuz am Bande ausgezeichnet. Jürgen Wiesenhütter wurde zusätzlich mit dem Kronenkreuz der badischen Landeskirche ausgezeichnet.

## Organisation
Der SAK wurde in den Jahren 2012 bis 2016 von den beiden Geschäftsführern Dr. Jürgen Rausch und Christoph Zacheus-Hufeisen geleitet. Seit 2017 ist Jürgen Rausch alleiniger Geschäftsführer. In den zahlreichen Arbeitsbereichen werden über einhundert Vollzeit- und Teilzeitmitarbeiter beschäftigt (2014).
Der SAK hat seit Jahren einen Vertrag mit der Stadt Lörrach über die Teilfinanzierung der Jugendarbeit im Alten Wasserwerk, dem Salzerttreff und der Schulbegleitung. Die beiden Stellen der SAK-Geschäftsführer werden von der Evangelischen Landeskirche Baden finanziert. Das Finanzbudget der SAK Gruppe wurde 2013 mit ca. 2,5 Mio. Euro angegeben.
In den Bereichen den Beschäftigungsinitiativen arbeitet der SAK mit zahlreichen Firmen und der Arbeitsagentur zusammen.
Für die zahlreichen internationalen Jugendaustausche bewirbt sich der SAK bei vielen Sponsoren für die Finanzierung. In den jährlichen Jugendbegegnungen mit den Partnerstädten Lörrachs, die auch vom Verein Lörrach International begleitet werden, werden die Finanzierungs- bzw. Zuschussmöglichkeiten der Europäischen Union sehr erfolgreich genutzt.

## Aktivitäten

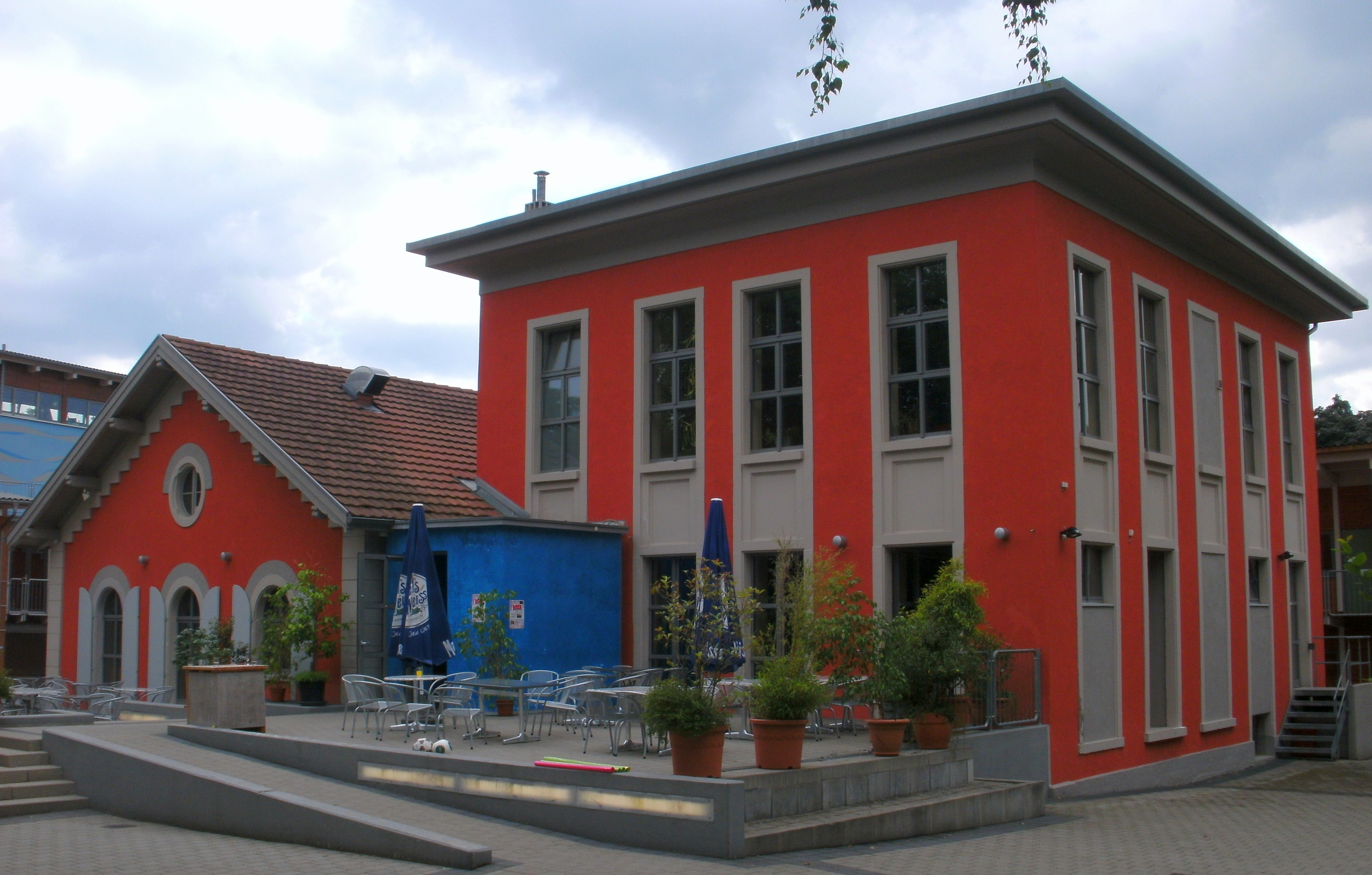
Altes Wasserwerk Lörrach

### Bildung
Das Thema Schule und Schulunterstützung begann ursprünglich mit der nachholenden oder begleitenden Erziehung, zum Beispiel der Hausaufgabenhilfe. Infolge der veränderten Situation an den Schulen, änderten sich auch die Aufgaben und Angebote. Seit 2013 ist der SAK auch in das Bildungsprojekt Fit für Arbeit der Lörracher Gemeinschaftsschulen eingebunden.

### Beschäftigungsinitiative
In vielen Arbeitsfeldern ein Ausbildungsort für Lehrlinge, Praktikanten oder Jugendliche in der Beschäftigungsinitiative. Hat man etwa bei der Renovierung der Alten Feuerwache oder des Alten Wasserwerks gute Erfahrungen gemacht, ist heute durch die Trennung von Arbeitsagentur und GAL und die zentrale oder sehr kurzfristige Ausschreibung manches schwieriger geworden. Trotzdem befinden sich 2014 26 Jugendliche in Ausbildung beim SAK Lörrach.

### Migranten
Die SAK-Führung hat bereits in den 1990 verstärkt Anstrengungen zur Bildung der Migranten unternommen. Man hat Flüchtlinge in der Wohnanlage im Wölblin betreut und mit der nicht integrierten Jugend dort einen schwierigen Prozess durchlaufen. Ein Prozess, der zur Daueraufgabe geworden ist.

### Ökologie
Am Anfang wollte man den Kindern zeigen, wie ein Produkt wird: Apfelsaft im Herbst. Dabei hat man die schönen Streuobstwiesen gesehen und das Augenmerk auf ihre Bedeutung für Ökologie, Touristik und Kultur gelegt. Heute stellt der SAK selbst ökologisch korrekten Apfelsaft her, lässt ihn in regionalen Märkten abfüllen und vertreibt ihn regional.

### Internationale Jugendarbeit
Mit Jugendlichen aus Lörrach und Lörrachs Partnerstädten Sens, Senigallia, Chester, Meerane, Village-Neuf, Edirne, Lubliniec und Wyschhorod finden regelmäßige Treffen statt, die von Lörrach International ausgerichtet und zahlreich von Eric Bintz im SAK Lörrach organisiert werden.